# Neri (brano musicale)
Neri è un brano musicale della cantante italiana Mina, traccia d'apertura dell'album di cover dedicato a Renato Zero (Mina Nº 0) e cantata in duetto con lo stesso.

## Il brano
Il brano è stato scritto per quanto riguarda il testo dallo stesso Renato Zero, e per quanto riguarda la musica, da Giulia Fasolino. Debutta al terzo posto dei più trasmessi dalle radio.
Oltre che nel suo album di appartenenza, il brano verrà incluso anche nell'album-raccolta di duetti del 2003 In duo, come terza traccia.
Nel 2000 nel programma da lui condotto e dedicato interamente alla sua carriera musicale e professionale (Tutti gli Zeri del mondo), Zero riesce a creare una sorta di "duetto live" della canzone, registrando la sua parte in un primo momento e quella di Mina in secondo luogo, e, pur non amando i sosia, travestendosi come la grande cantante italiana.